# Синтаксичний зв'язок
Синтаксичний зв’язок – формальний зв’язок між компонентами синтаксичної одиниці (словосполучення, простого речення, складного речення), виражений відповідними мовними засобами.

## Одиниці вищого і нижчого рангів
Одиниці вищого і нижчого рангів по-різному поєднуються у словосполученні і реченні. Цей зв’язок буває однорівневим і різнорівневим. В однорівневих структурах він поєднує мінімальні синтаксичні одиниці, прості речення, складні речення. У різнорівневих конструкціях наявні різні комбінації поєднання синтаксичних одиниць: мінімальної синтаксичної одиниці і словосполучення, мінімальної синтаксичної одиниці і простого речення, простого речення і складного речення.

## Варіанти поєднання у словосполученнях
Мінімальні синтаксичні одиниці можуть поєднуватись у межах словосполучення і речення. Варіантів таких поєднань у словосполученні може бути декілька:
- поєднання опорного слова, яке в словосполученні може вживатись у будь-якій формі, і залежної форми слова, що завжди репрезентована однією граматичною формою, наприклад: співати (співаю, співаєш, співає, співаємо, співаєте, співають, співав, співав би...) пісню;

- поєднання опорної і залежної форм слова, що вживаються в будь-якій формі, наприклад: весняний ранок, весняного ранку, весняним ранком тощо;
- поєднання двох рівноправних компонентів у сурядному словосполученні: брат і сестра, веселитись і радіти;

У неелементарних словосполученнях мінімальна синтаксична одиниця поєднується з елементарним словосполученням: високий дерев’яний будинок (високий + древ’яний будинок), гарні польові квіти (гарні + польові квіти).

## Типи синтаксичних зв'язків
Згідно з функціональним підходом в україністиці останнім часом виділяють такі типи синтаксичних зв’язків:
- предикативний (у простому і частково в складному реченнях);
- підрядний (у словосполученні, простому і складному реченнях);
- сурядний (у словосполученні, складному і простому реченнях).

## Підрядний зв'язок
Підрядний зв’язок – синтаксичний зв’язок, що вказує на граматичну залежність одного компонента від іншого в реченні чи словосполученні.
Цей зв’язок у словосполученні реалізується формами слова. Як зв’язок залежного і опорного компонентів, підрядний зв’язок реалізується в двох різновидах: прислівному і детермінантному. Деякі вчені виділяють ще опосередкований зв’язок.
У словосполученні реалізується передусім прислівний підрядний зв’язок. Прислівний зв’язок є тісним, передбачуваним, а в окремних випадках – обов’язковим.
Узгодження, керування, прилягання – це типові форми підрядного зв’язку. Наприклад, забутий щоденник, старий дідуган.

## Суряднийзв'язок
Специфічним синтаксичним зв’язком є сурядний, що реалізується в реченні та словосполученні.
Сурядний зв’язок – синтаксичний зв’язок, що поєднує граматично рівноправні компоненти в словосполученні, простому та складному реченні.
Сурядний зв’язок виражається за допомогою сурядних сполучників у простих реченнях з однорідними членами, в елементарних і багатокомпонентних складносурядних реченнях, у складних конструкціях із сурядністю і підрядністю. На відміну від предикативного і підрядного сурядний зв’язок не визначальний для виділення членів речення; він лише поширює просте речення однорідними членами. 
Диференційними ознаками сурядного зв’язку в словосполученні і реченні є: рівноправність компонентів; відкритість/закритість зв’язку; незалежна координація як форма зв’язку.
Сурядний зв’язок передбачає такі смислові відношення між елементами словосполучень: єднально-приєднувальні (гроза і вітер, став і дивлюся); протиставні (сонячно, але морозно); розділові (то блискавка, то грім); градаційні (не лише сніг, а й мороз); пояснювальні (нейрони, тобто нервові клітини) .
Отже, основними типами синтаксичних зв’язків у словосполученні є підрядний і сурядний. Наприклад, рука і серце; ніч і день; то я , то ти